# Bryum inclinatum
Bryum inclinatum là một loài Rêu trong họ Bryaceae. Loài này được (Hedw.) Dicks. ex With. mô tả khoa học đầu tiên năm 1801.